# ماريا كوك
ماريا كوك (بالهولندية: Marja Kok)‏ هي كاتبة سيناريو ومخرجة وممثلة هولندية، ولدت في 29 يونيو 1944 في هولندا في مملكة هولندا. من الجوائز التي نالتها Golden Calf for Best Actress ‏ سنة 1981.

## جوائز
- Golden Calf for Best Actress [الإنجليزية]‏ (1981)

## وصلات خارجية
- ماريا كوك على موقع IMDb (الإنجليزية)
- ماريا كوك على موقع أول موفي (الإنجليزية)
- ماريا كوك على موقع قاعدة بيانات الأفلام السويدية (السويدية)
- ماريا كوك على موقع قاعدة بيانات الفيلم (الإنجليزية)
- ماريا كوك على موقع كينوبويسك (الروسية)